# Square Thomas-Jefferson
Pour les articles homonymes, voir Jefferson.
Le square Thomas-Jefferson est un espace vert du 16e arrondissement de Paris.

## Situation et accès
Le square est accessible par le 1, place des États-Unis. Il occupe l'espace central de la place. La statue La Fayette et Washington est cependant isolée du reste du square par une voie latérale.
Il est soumis à des horaires réglementés.
Il est desservi par la ligne 9 à la station Iéna.

## Origine du nom
Il rend hommage au président américain Thomas Jefferson (1743-1826).

## Historique
À l'emplacement du square se trouvaient initialement les réservoirs de Chaillot, chargés d'alimenter les fontaines parisiennes de la rive droite de la Seine et une partie de celles de la rive gauche. Il est créé en 1881, portant initialement le nom de « square des États-Unis » ; il est ensuite renommé « square Thomas-Jefferson ».
Le square est ombragé par quatre marronniers et des tilleuls. Il possède le label ÉcoJardin.
Il dispose de deux aires de jeux pour les enfants, d'un mini terrain de football, de cinq tables de pique-nique, de toilettes publiques et d'un point d'eau potable.
Il est accessible aux personnes à mobilité réduite sur certaines zones. Les chiens y sont interdits.

## Éléments remarquables et lieux de mémoire
Dans le square sont installées quatre statues liées à l'entente franco-américaine. Sur le pourtour est se trouve le monument statuaire La Fayette et Washington (1895), réalisé par Auguste Bartholdi, cadeau de Joseph Pulitzer, le fondateur du prix Pulitzer. On trouve aussi à l'extrémité ouest le Monument aux Volontaires américains (1923) par Jean Boucher. Au milieu du square se dressent le buste du chercheur Horace Wells par René Bertrand-Boutée, sur le socle duquel est sculpté le visage du physiologiste et homme politique Paul Bert, ainsi qu'un buste en bronze de l'ancien ambassadeur des États-Unis Myron T. Herrick par Léon-Ernest Drivier (inaugurée en 1937).
Autres symboles du lien transatlantique, on compte enfin une grille inspirée de celle de Battery Park (New York), des bancs et des lampadaires originaires des États-Unis, un platane venu de l'île de la statue de la Liberté, planté en 1987 (arbre classé remarquable) à l'initiative d'un bienfaiteur privé, lors d'une cérémonie à laquelle participa l'ambassadeur américain et une plaque en hommage aux victimes des attentats du 11 septembre 2001.

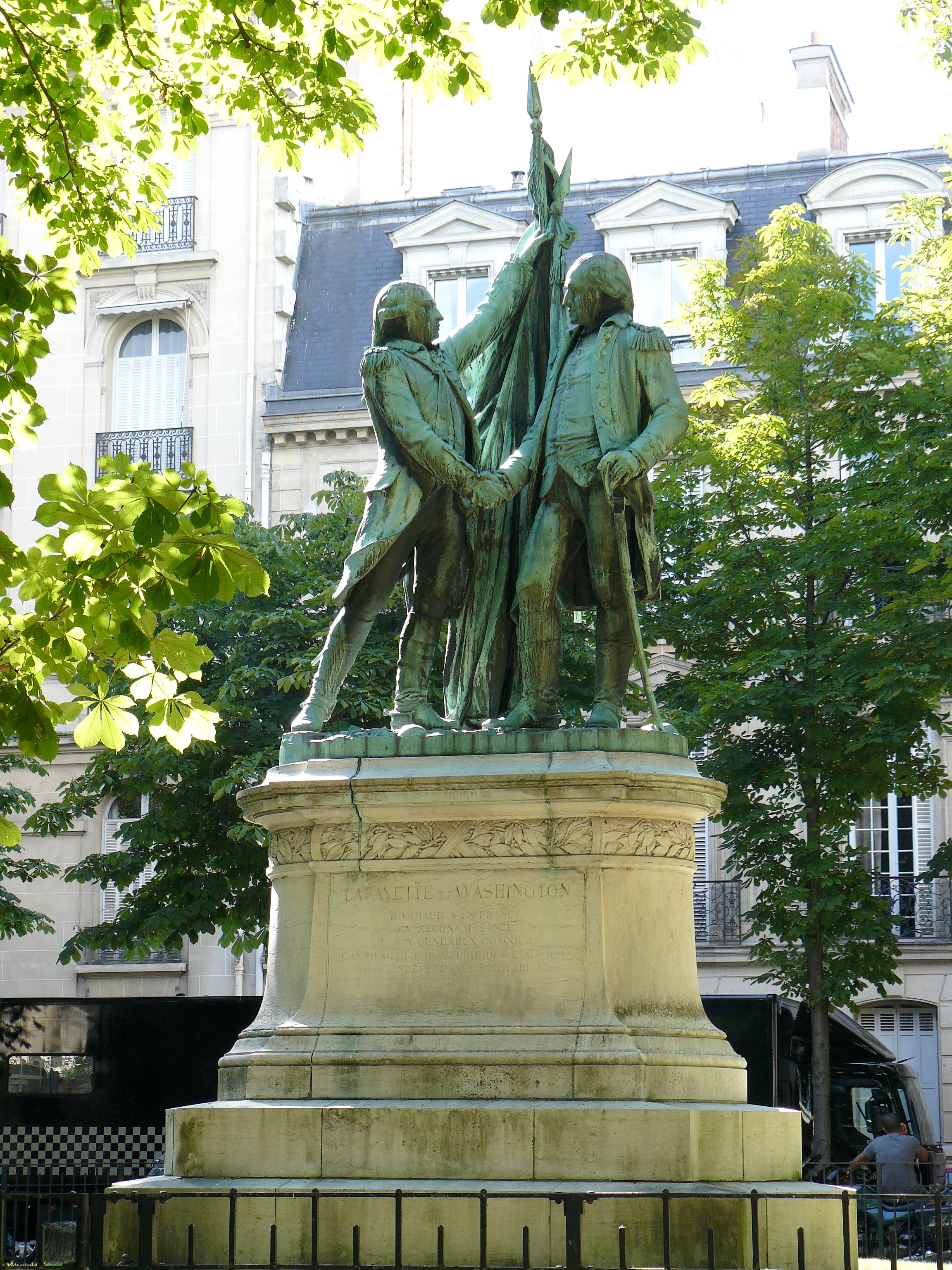
Statue de Lafayette et Washington.
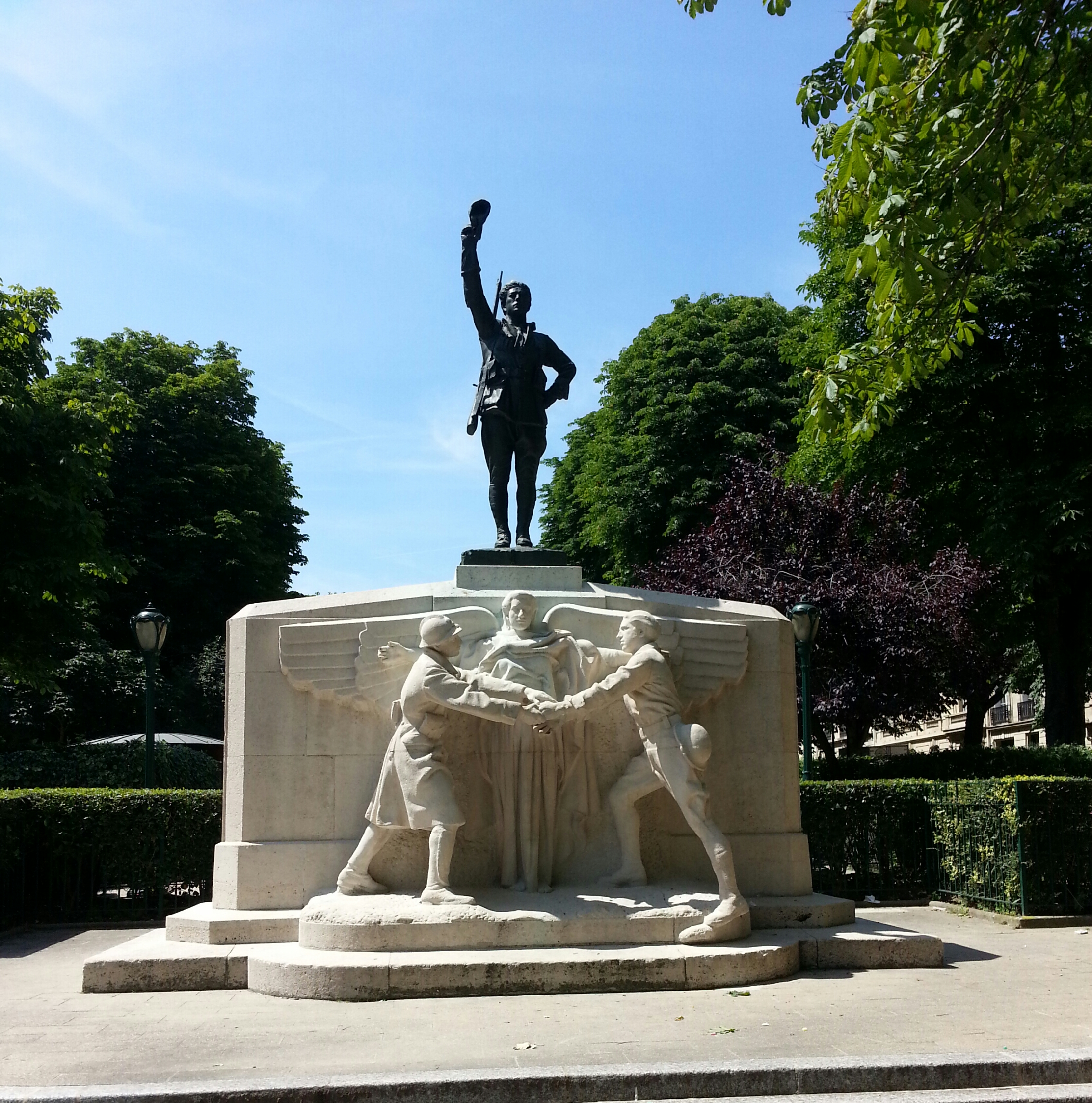
Monument aux Volontaires américains.
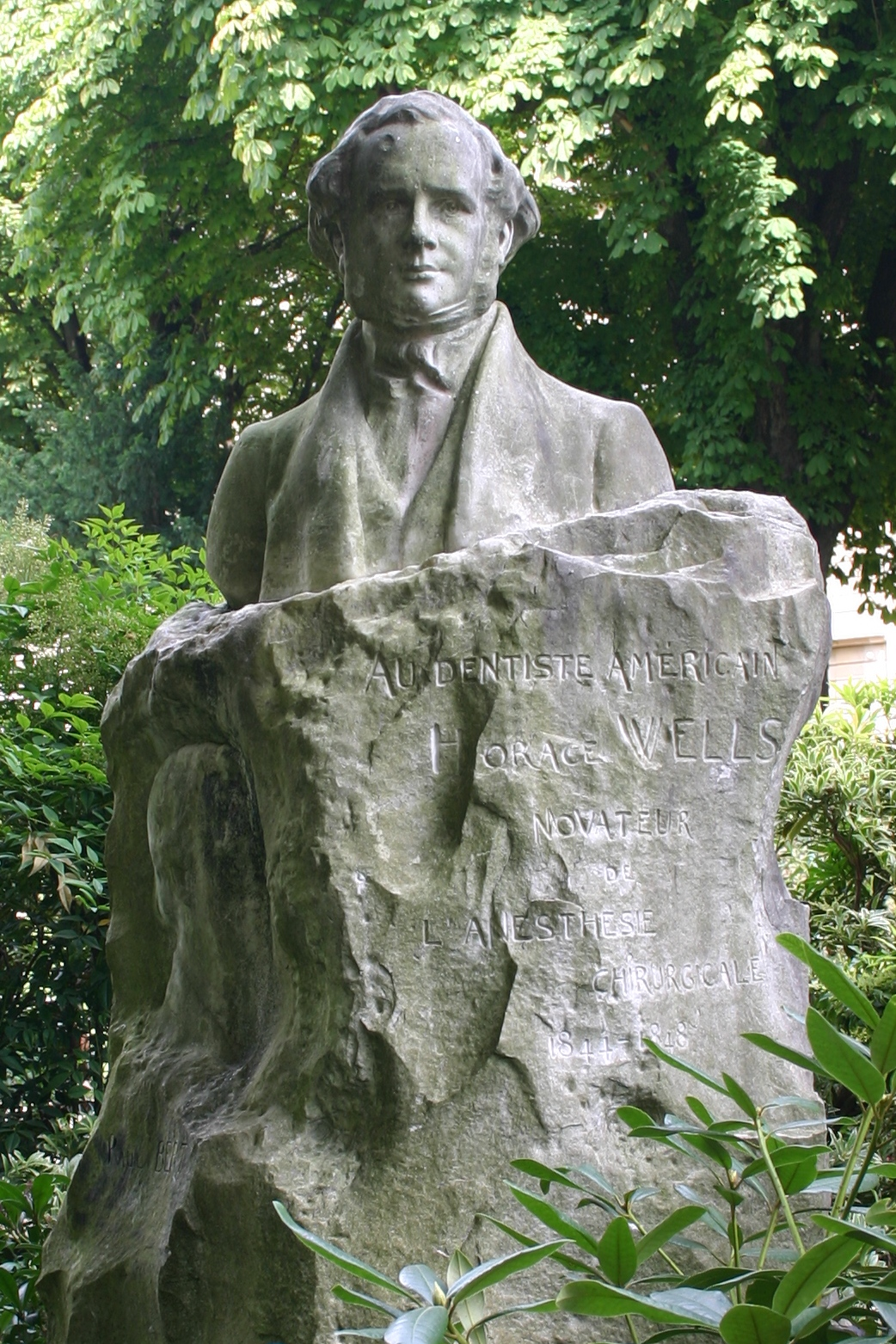
Statue d'Horace Wells.
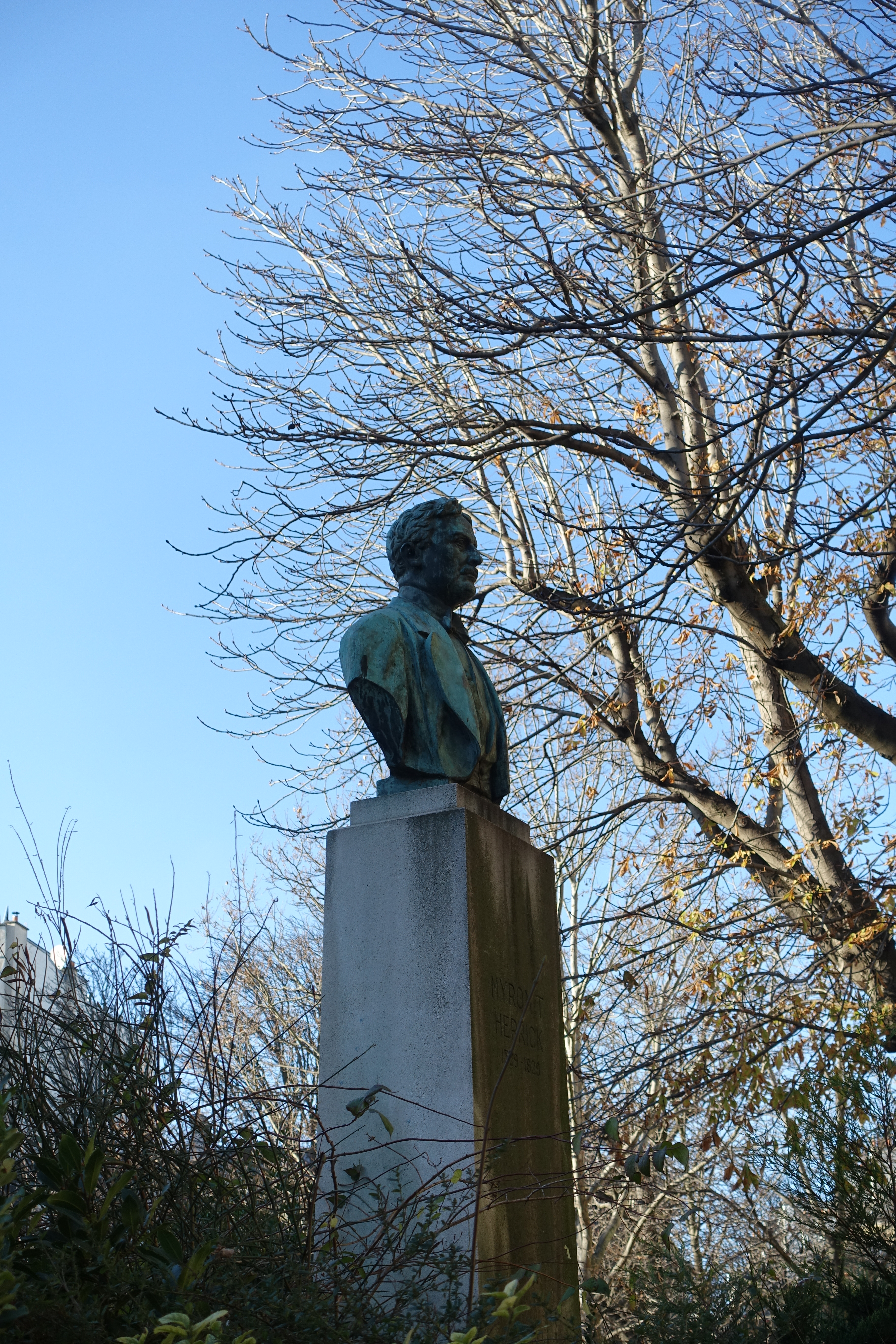
Statue de Myron T. Herrick.
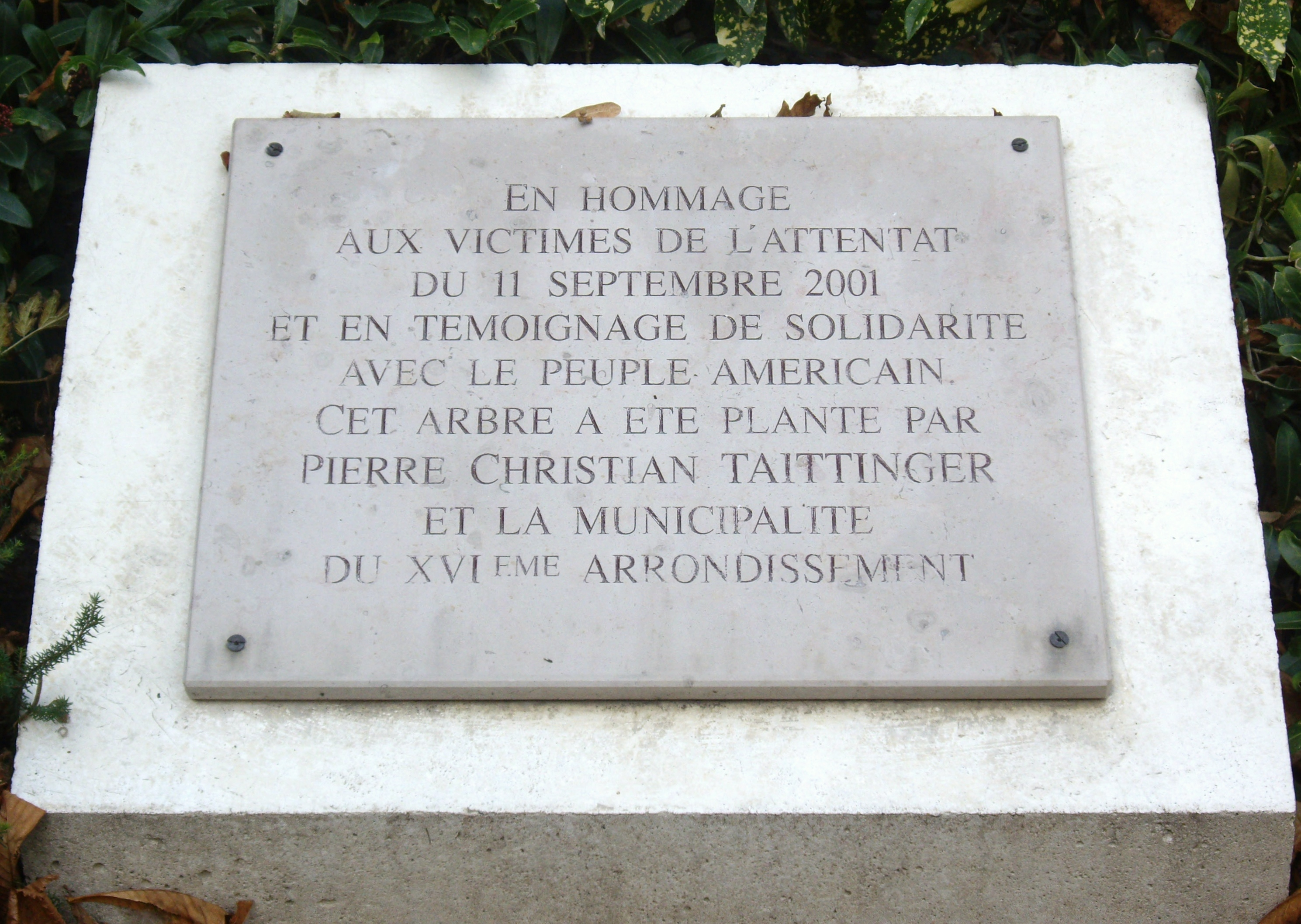
Plaque en hommage aux victimes des attentats du 11 septembre 2001.